# Gornje Dobravice
Gornje Dobravice este o localitate din comuna Metlika, Slovenia, cu o populație de 45 de locuitori.